# Asparagus baumii
Asparagus baumii là một loài thực vật có hoa trong họ Măng tây. Loài này được Engl. & Gilg. mô tả khoa học đầu tiên năm 1903.